# Catacombe van Priscilla

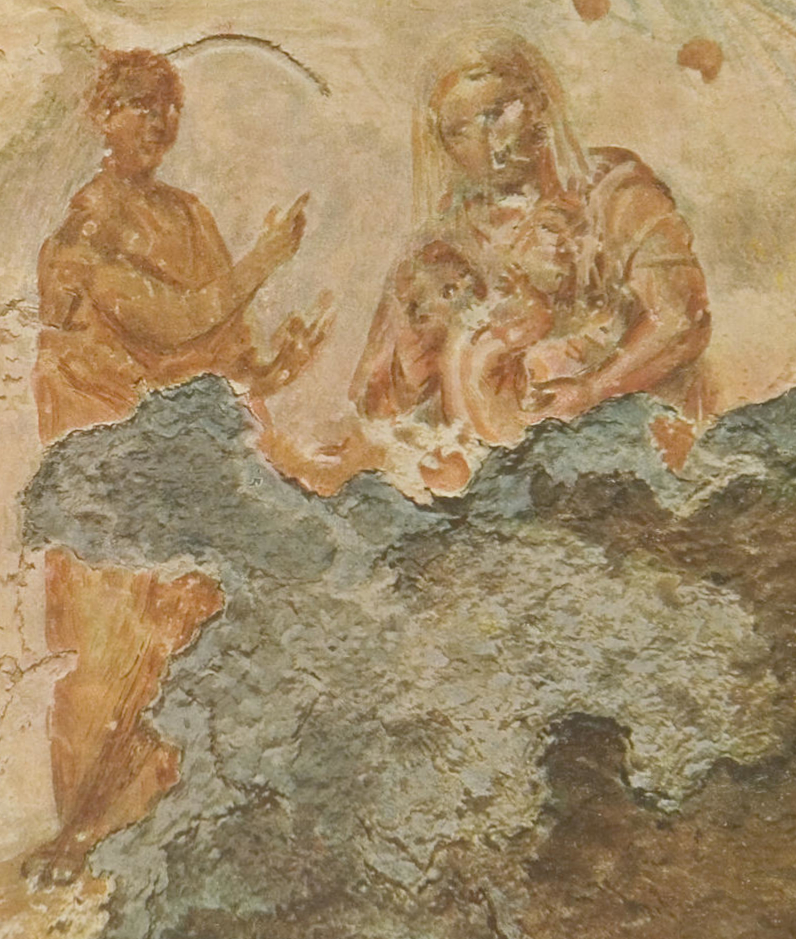
Fresco van Maria in de Catacombe van Priscilla

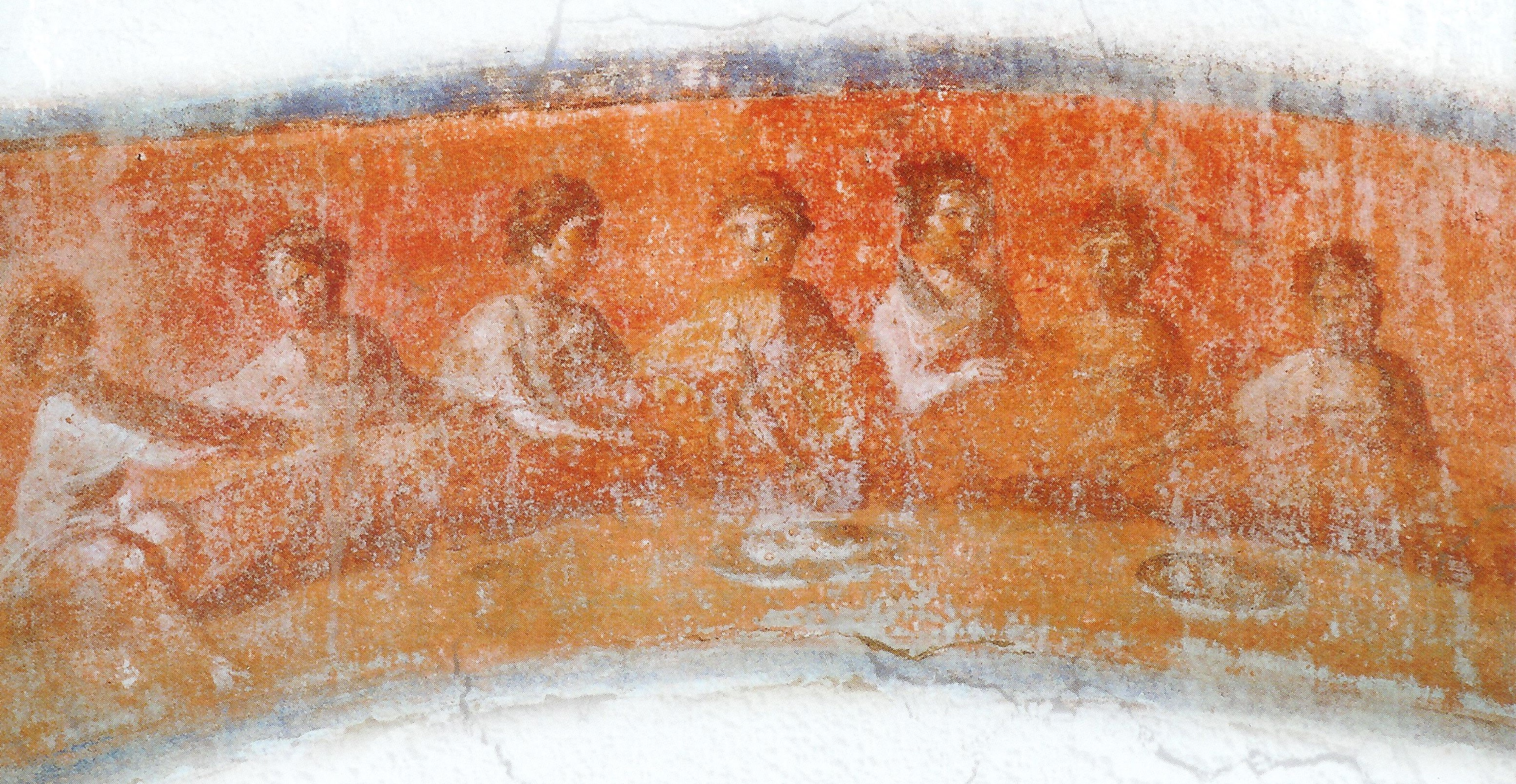
Fresco van de Christelijke fractio panis (het breken van het brood ter verdeling tijdens het Avondmaal), Griekse kapel, Catacombe van Priscilla, Rome, tweede tot vijfde eeuw na Christus.

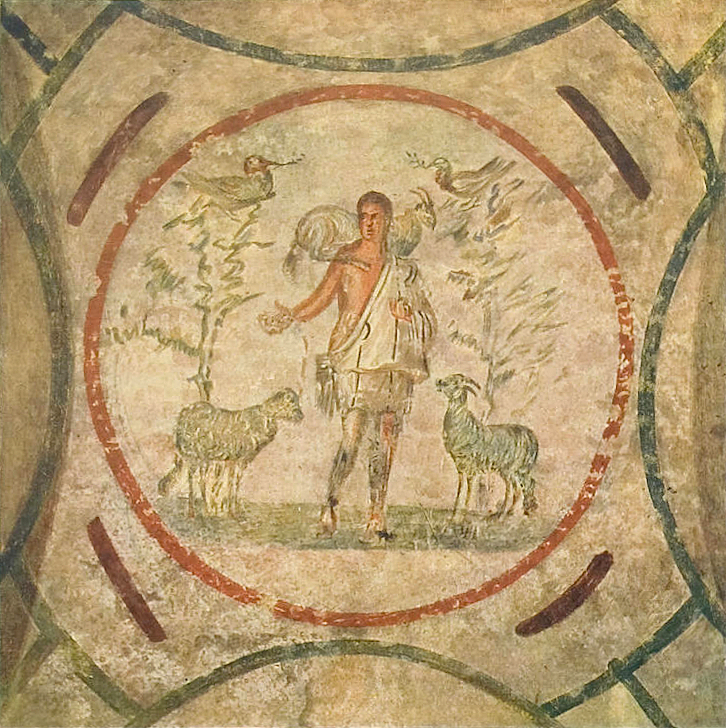
Goede herder in de Cubicolo della Velata

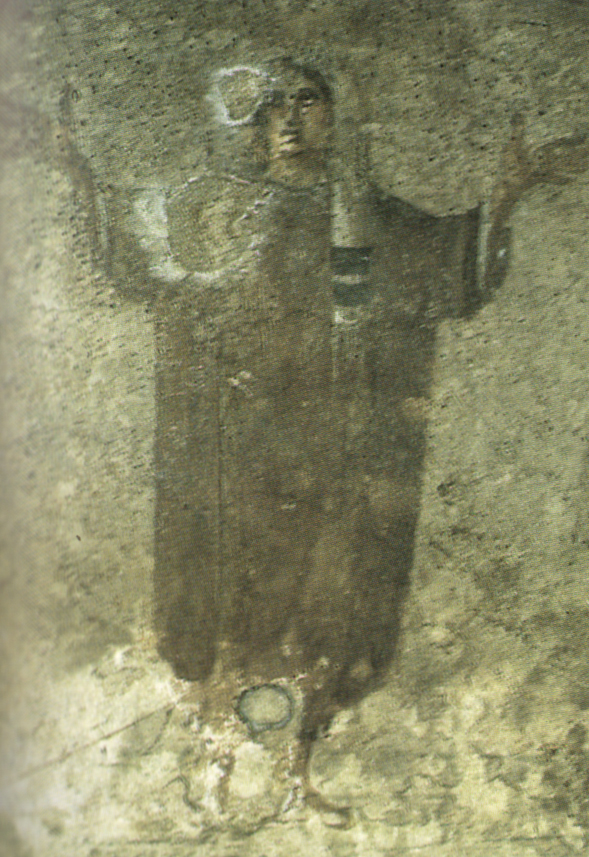
Orante in de Cubicolo della Velata

De Catacombe van Priscilla of Priscilla-catacombe (Italiaans: Catacombe di Priscilla) is een van de catacombecomplexen in de Italiaanse stad Rome. De catacombe ligt aan de Via Salaria ten noordoosten van de oude stad, met de ingang tegenover de Villa Ada.
De Catacombe van Priscilla staat bekend om de goed bewaard gebleven fresco's met Bijbelse taferelen. 

## Toponiem
De naam is waarschijnlijk afgeleid van de naam van de vrouw die het land schonk voor de aanleg van het grafgebied, of van de stichter ervan. Op de begraafplaats is er een grafinscriptie met betrekking tot ene Priscilla, verwant aan de senatorische familie van Acilia. Priscilla was mogelijk de vrouw van de tot het christendom bekeerde consul Manius Acilius Glabrio, die in opdracht van keizer Domitianus werd gedood. 

## Geschiedenis
De catacombe werd in de tufsteen uitgegraven van de 2e eeuw tot de 5e eeuw na Christus. In de 5e eeuw bereikte het gangenstelsel haar definitieve structuur, die zich uitstrekt over in totaal 13 kilometer aan ondergrondse tunnels. In de oudheid kreeg het de bijnaam "De koningin van de catacomben" vanwege de talrijke martelaren die er begraven lagen.
In de index van de oude christelijke begraafplaatsen van Rome (Index coemeteriorum) wordt de catacombe ook wel Cimitero di Priscilla a San Silvestro genoemd, naar de naam van de basiliek die daar in de 4e eeuw werd gebouwd op de begraafplaats van de martelaren Felix en Philip.

## Beschrijving
Tijdens de vervolgingen in de derde en vierde eeuw werd de catacombe de begraafplaats voor de overblijfselen van talrijke martelaren (waaronder een paus, Marcellinus) en vervolgens van zes andere pausen. Het complex ligt tot 35 meter diep en op drie niveaus, waarbij de catacombe ongeveer 40.000 graven herbergt. Het werd verlaten in de 5e eeuw, vervolgens geplunderd ten tijde van de barbaarse invasies zoals de Gotische Oorlog (535-554), waarna de catacombe lang vergeten was en pas in de laatste paar eeuwen weer werden herontdekt en gerestaureerd.
Naast de vele loculi zijn er enkele kamers van bijzonder belang.

### Cubicolo della Velata
De naam die aan deze plaats is gegeven, is ontleend aan het Latijnse woord cubiculum, dat etymologisch duidt op een kleine omheining waar men "slaapt" en dat een eufemisme is om te verwijzen naar de doden die daar liggen. Het werd gebruikt om een deel van de begraafplaats aan te duiden waar mensen van dezelfde familie waren.
Het wordt "Velatio" genoemd vanwege een buitengewoon goed bewaard gebleven fresco in een lunet met drie scènes.
Voor de lunette is een compendium van het verhaal van Jona te zien in de toegangsboog, vanaf het moment dat de walvis hem op het strand gooide. en bloemen.
Degene aan de linkerkant (volgens het standpunt van de waarnemer) stelt een oudere persoon voor, met een baard en gekleed in een lange tuniek, een mantel en een kap. Hij zit Naast hem staat een jonge vrouw, gekleed in een gele en versierde dalmatiek. Hij houdt een boekrol in zijn handen. Daarnaast wordt een man achter gezien die een witte sluier draagt met rode biezen. Deze man is gekleed in een groenblauwe tuniek.
De scène in het midden stelt een vrouw voor, gekleed in een paarse tuniek, die de sluier al draagt en in een gebedspositie zit.
In de scène rechts verschijnt de vrouw opnieuw, dit keer zonder sluier en in een witte tuniek. Ze draagt een kind in haar armen.
De scènes zouden afkomstig zijn uit het leven van een daar begraven vrouw. De eerste scène zou hun huwelijk laten zien. Dan zou de sluier de flameum zijn, of sluier die de vrouw tijdens het huwelijk gebruikte, en het perkament zou de tabula nuptialis zijn, waar de wettelijke verplichtingen van de echtgenoten werden geschreven. De scène aan de rechterkant geeft alleen aan dat ze moeder werd (ze stierf waarschijnlijk tijdens de bevalling [nodig citaat]). [Noot 9] De centrale figuur stelt de vrouw in de hemel voor.
De fresco's dateren uit de tweede helft van de 3e eeuw. Onder de centrale scène staat een inscriptie: "BOSIVS" gemaakt in houtskool: het is Antonio Bosio, die in de 17e eeuw op verschillende Romeinse begraafplaatsen werkte.
Op de rechtermuur van het hokje bevindt zich nog een fresco, dit keer stelt het de Drie jonge mannen in de oven voor (vgl. Dn 3, 15-24 en 43-50) in gebedshouding en in oosterse kostuums. Boven hen is er een duif die een olijftak in zijn snavel draagt. [Noot 10]
De muur aan de linkerkant heeft een verminkte voorstelling van het offer van Abraham (vgl. Gn 22, 9-10): Isaak verschijnt terwijl hij het hout voor het offer draagt en Abraham met een wijzend gebaar.
Op het plafond, in het midden, bevindt zich een fresco van de Goede Herder met enkele eigenaardigheden: het houdt een geitje in zijn linkerhand en wijst met zijn rechterhand naar andere geitjes. Daaromheen is een versiering van grote struiken en vogels.

### Cappella Greca
De Cappella Greca is een kamer die door een boog in twee delen is verdeeld en rijkelijk is versierd met schilderijen in Pompeïsche stijl uit de 2e eeuw, met nepmarmer en stucwerk. De vaak goed bewaarde afbeeldingen vertegenwoordigen verschillende afleveringen uit het Oude en Nieuwe Testament. Van bijzonder belang zijn de aanbidding der wijzen, de opstanding van Lazarus en de genezing van een verlamde, die enkele van de oudste bewaard gebleven voorstellingen van deze verhalen vormen. De frescocyclus omvat verder voorstellingen uit het Oude Testament (Daniël in de leeuwenkuil, Susanna bedreigd door de bejaarden, de drie jonge Joden in de oven, Mozes die water uit de rots laat stromen) en een voorstelling van een eucharistisch banket (Fractio Panis), in waarvan sommige mannen en een vrouw.

### Basiliek en klooster
Boven de catacombe liet paus Silvester I in de 4e eeuw een basiliek bouwen die, met het geleidelijk verlaten van de stedelijke gebieden buiten de muren, geleidelijk in verval raakte en daarom werd vergeten. De overblijfselen werden gevonden in 1890 en in 1906 werden op de oude muurstructuren muren en een plafond opgetrokken om de site te beschermen, waardoor een nieuwe basiliek ontstond naar het voorbeeld van de vorige. Binnen de Villa Ada is er de basiliek gebouwd door paus Silvester in overeenstemming met het graf van Felix en Filip. In de ruimte naast de basiliek is een museum ingericht waarin honderden fragmenten van sarcofagen verzameld zijn die werden gevonden tijdens opgravingen in de omgeving van de catacombe.
De huidige ingang van de Catacombe is in het Casa delle Catacombe di Priscilla, gebouwd in 1929 en de thuisbasis van de Benedictijner Zusters van Priscilla, die voor de site zorgen.

## Pausen begraven in de catacombe
De Catacombe van Priscilla herbergt de overblijfselen van zeven pausen:
- Paus Marcellinus
- Paus Marcellus I
- Paus Silvester I
- Paus Liberius
- Paus Siricius
- Paus Celestinus I
- Paus Vigilius